# Louis Barrau-Dihigo
Louis Barrau-Dihigo (Bordeus, 28 d'abril de 1876 - París, 2 d'agost de 1931) va ser un hispanista, historiador i bibliotecari francès.
Llicenciat en Història per la Sorbona, i seguidor dels cursos de l'École Pratique i de l'École des Langues Orientales, Barrau-Dihigo, va ser secretari de redacció i director de la Revue des Bibliothèques i, des de 1925, bibliotecari de la Sorbona. Es va especialitzar en l'estudi de la història dels estats cristians peninsulars des de les seves primeres èpoques. És autor de diversos estudis històrics relacionats amb la temàtica basca i d'un gran nombre de treballs, documents, estudis i cròniques en diverses revistes com Revue Hispanique, Revue de Bibliotheques i Mélanges d'histoire du Moyen Age, referits al Regne de Navarra (Les Origines du Royaume Navarre d'apres une théorie récente [1900] i Les premiers rois de Navarre [1906]), el Regne de Lleó (1903-07) i el d'Regne d'Astúries (Recherches sur l'histoire politique du royaume asturien (718-910) [1921]). En col·laboració amb Raymond Foulché-Delbosc, el 1920 i el 1925 va publicar dos volums del Manuel de l'hispanisant, inacabat. Pel que fa a temes catalans, estudià a fons els Gesta comitum Barcinonensium. El 1925, per encàrrec de l'Institut d'Estudis Catalans i subvencionat per la Fundació Rabell i Cibils, va publicar dues redaccions llatines dels Gesta, conjuntament amb Jaume Massó i Torrents, que en publicà la versió en català.